# Аршамбо, Жан Мишель д’
Жан Мишель д’Аршамбо (фр. Jean Michel d'Archambeau; 3 марта 1823, Эрв — 8 января 1899, Вервье) — бельгийский композитор и органист. Отец братьев д’Аршамбо.
Учился игре на скрипке и фортепиано у своего отца, затем в Льеже у Жозефа Массара (младшего брата Ламбера Массара). С 15-летнего возраста преподавал в коллеже в Эрве, затем работал органистом в городке Пети-Решен (ныне в составе Вервье), одновременно играл на скрипке в оркестре оперного театра Вервье. Автор оперетты «Маленькая Фадетта» (фр. La petite Fadette; 1859, по одноимённому роману Жорж Санд), оперы («мелодрамы») «Ольховая ферма» (фр. La Ferme des Aulnes; 1889, по пьесе Жюля Совеньера), театральной музыки, двух трёхголосных месс, мотетов и другой церковной музыки, фортепианных Романсов без слов.
Брат Жана Мишеля д’Аршамбо Эдуар д’Аршамбо (1834 — после 1881) был пианистом и органистом, автором салонных пьес, а также владельцем мастерской по изготовлению фортепиано.